# Interferenz (Analytik)
Als Interferenz wird in der analytischen Chemie ein systematischer Fehler bezeichnet, bei dem das Messsignal von einem anderen Bestandteil der Probe beeinträchtigt wird. Sind die Inhaltsstoffe der Probe in Summe für Messprobleme verantwortlich, spricht man stattdessen von Matrixeffekten.
Methoden, die dazu dienen, Interferenzen (in der klassischen Nasschemie auch Störung) zu beheben oder zu verringern, werden als Entstörung, in der quantitativen Analytik auch als Korrektur bezeichnet. Das genaue Vorgehen bei der Entstörung ist dabei von der verwendeten Analysetechnik abhängig.
Analytische Proben enthalten neben den zu bestimmenden Stoffen eine Vielzahl an Begleitstoffen (Probenmatrix), die teils bekannt, teils unbekannt sind. Diese können Ergebnisse auf einer Vielzahl von Wegen verfälschen. In der qualitativen Analytik stören Bestandteile, die
- gleiches oder ähnliches Verhalten wie die nachzuweisenden Stoffe zeigen,
- durch chemische Reaktionen (Fällung, Komplexbildung, Redox- oder Säure-Base-Reaktion) mit den nachzuweisenden Stoffen deren Eigenschaften verändern und so den Nachweis beeinflussen oder
- aufgrund einer anderen Reaktion oder Eigenschaft die Nachweisreaktion verdecken.

In der quantitativen Analytik spielen zusätzlich andere Phänomene wie die Veränderung von Aktivitätskoeffizienten durch die Probenmatrix eine Rolle.

## Beispiele
Carbonate stören in neutraler bis basischer Lösung den Chlorid-Nachweis mit Silbernitrat-Lösung. Sie geben mit Ag+-Ionen ebenfalls einen weißen Niederschlag, der sich in Ammoniak löst, und täuschen so Chlorid vor. Umgekehrt verhindern Ammoniumsalze unter diesen Bedingungen durch die Bildung von Ammoniak die Fällung und können so zu einem falsch negativen Ergebnis führen. Die Entstörung erfolgt in beiden Fällen durch vorheriges Erhitzen mit verdünnter Salpetersäure, wobei Carbonat ausgetrieben und Ammoniak vollständig protoniert wird.
Der Nachweis von Cadmium in der H2S-Gruppe kann durch Fällung eines gelben Sulfidniederschlages nach Abtrennung der anderen Ionen der H2S-Gruppe erfolgen. Bereits Spuren von verschleppten anderen Ionen der H2S-Gruppe geben tiefbraune bis schwarze Niederschläge, die den gelben Niederschlag überdecken.